# Donatella (gruppo musicale)
Le Donatella, precedentemente note come Provs Destination, sono un duo musicale e televisivo italiano composto dalle sorelle gemelle Giulia e Silvia Provvedi (Modena, 1º dicembre 1993).

## Carriera

### Gli esordi aX Factore il primo album
Nel 2012 Giulia e Silvia Provvedi, all'età di 19 anni, partecipano come duo musicale alle audizioni della sesta edizione del talent show X Factor, in onda su Sky Uno, presentandosi con il nome Provs Destination. Superate le fasi iniziali ed eliminatorie, vengono scelte come concorrenti nella categoria "Gruppi vocali", giudicata da Arisa, la quale decide di cambiare il nome del duo in Donatella, in onore di Donatella Rettore, di cui le gemelle sono ammiratrici. Verranno poi eliminate a metà percorso, al 4º live show, con il 54,70% dei voti.
Nel 2013, prodotte sotto contratto Agidi e distribuite da Sony Music Entertainment, pubblicano l'album d'esordio Unpredictable.. Dal disco vengono estratti i singoli Fooled Again, Magic e Love Comes Quickly (cover dei Pet Shop Boys), accompagnati dai rispettivi videoclip. Nell'estate dello stesso anno duettano con Juan Magán in Mal de amores, colonna sonora dello spot Maxibon in rotazione in Spagna e Italia.
Il 19 settembre 2014 pubblicano un singolo cantato in italiano dal titolo Scarpe Diem, in cui per la prima volta sperimentano sonorità rap. Il brano è nato da una collaborazione coi Two Fingerz e vede la partecipazione del rapper Fred De Palma.

### La vittoria all'Isola dei famosie nuovi progetti
Nel 2015 sono fra i concorrenti della decima edizione del reality show L'isola dei famosi (in onda su Canale 5). Vincono con il 68,38% di preferenza al televoto, battendo il modello francese Brice Martinet. In seguito alla vittoria del programma iniziano un tour di DJ set nelle discoteche e partecipano come ospiti a diversi programmi televisivi, fra cui Grand Hotel Chiambretti, Colorado e Caduta libera. L'8 maggio pubblicano il singolo Donatella, prodotto dai DJ Tommy Vee e Mauro Ferrucci, cover dell'omonimo brano del 1981 di Donatella Rettore, la quale apprezza il progetto e prende parte alla realizzazione del singolo con una partecipazione vocale. Il video ufficiale della canzone esce l'11 maggio. Il 7 giugno viene pubblicato il video musicale di Vamonos, singolo del gruppo dance Il Pagante, in cui le Donatella compaiono in un cameo nelle scene iniziali. Per tutta l'estate 2015 e nei mesi successivi continuano ad esibirsi in discoteche e manifestazioni con il DJ Set Tour.
A ottobre posano senza veli, fotografate da Fabrizio Corona, per l'edizione italiana di Playboy. Il 20 novembre 2015 pubblicano il singolo Baby Bastard Inside, accompagnato dal relativo videoclip che esce su YouTube il giorno seguente. Il 18 dicembre pubblicano il singolo natalizio Vivere, il cui ricavato viene devoluto all'organizzazione Terre des hommes. Nell'estate del 2016 debuttano come conduttrici televisive presentando Italian Pro Surfer, talent show sul surf in onda in seconda serata su Italia 1.
Nel 2018 tornano in TV come concorrenti di due programmi televisivi: nei primi mesi dell'anno prendono parte alla seconda edizione del talent show di ballo Dance Dance Dance, in onda su Fox Life, classificandosi seconde; in autunno partecipano alla terza edizione del reality show Grande Fratello VIP, in onda su Canale 5, dove Giulia viene eliminata alla tredicesima puntata con il 24% dei voti, mentre Silvia si classifica terza, venendo eliminata con il 70% dei voti. Nell'estate dello stesso anno incidono il brano Caliente, inserito nella compilation Papeete Beach Compilation Vol. 29. L'8 maggio 2019 pubblicano un nuovo singolo prodotto da Big Fish intitolato Scusami ma esco.
Dal 2019 al 2021 fanno parte del muro di 100 giurati dello show in tutte le edizioni di All Together Now - La musica è cambiata condotto da Michelle Hunziker su Canale 5. Il 5 giugno 2020 pubblicano assieme ai dj MATTN e Danko una cover dance del brano Venus.
Nel 2022 esordiscono nel cinema, interpretando le gemelle Ester e Alice nel film La California, per il quale incidono l'omonimo brano per la colonna sonora.

## Formazione
- Silvia Provvedi - voce
- Giulia Provvedi - voce

## Discografia

### Album
- 2013 – Unpredictable

### Singoli
- 2012 – Fooled Again
- 2013 – Magic
- 2013 – Love Comes Quickly
- 2014 – Scarpe Diem (feat. Fred De Palma)
- 2015 – Donatella (feat. Rettore)
- 2015 – Baby Bastard Inside
- 2015 – Stop (Don't Hurt Me)
- 2015 – Vivere
- 2019 - Scusami ma esco
- 2019 - One Love
- 2020 - Venus (con MATTN, Danko)
- 2021 - Moralisti su Pornhub

### Partecipazioni
- 2012 – X Factor Compilation 2012 con Timebomb
- 2018 – Papeete Beach Compilation Vol. 29 con Caliente
- 2022 - La California (Original Motion Picture Soundtrack) con La California

### Videoclip
- 2012 – Fooled Again
- 2013 – Magic
- 2014 – Scarpe Diem
- 2015 – Donatella
- 2015 – Baby Bastard Inside
- 2019 - Scusami ma esco
- 2019 - One Love
- 2020 - Venus
- 2021 - Moralisti su Pornhub
- 2024 - Aeroplano (Mash-Up)
- 2024 - Un attimo ancora (Mash-Up)

## Tour
- 2015 – DJ Set Tour

## Programmi TV
- X Factor (Sky Uno, 2012) Concorrenti
- L'isola dei famosi (Canale 5, 2015) Concorrenti - vincitrici
- Giù in 60 secondi - Adrenalina ad alta quota (Italia 1, 2016) Concorrenti
- Italian Pro Surfer (Italia 1, 2016)
- Dance Dance Dance (Fox e TV8, 2018) Concorrenti
- Grande Fratello VIP (Canale 5, 2018) Concorrenti
- All Together Now - La musica è cambiata (Canale 5, 2019-2021) Giurate
  - All Together Now - La supersfida (Canale 5, 2020) Giurate
  - All Together Now Kids (Canale 5, 2021) Giurate
- Avanti un altro! (Canale 5, 2023)
- Nokep Generation (Go-Tv, 2023)
- Face to Face (RDS Next, 2023-2024)

## Filmografia

### Cinema
- La California, regia di Cinzia Bomoll (2022)
- Rido perché ti amo, regia di Paolo Ruffini (2023) - Solo Giulia Provvedi

### Televisione
- Untraditional, regia di Gianluca Leuzzi – sitcom, episodio 1x04 (2016)

### Videoclip
- Vamonos, di Il Pagante (2015)
- Innamorata (F U!), di Nina Zilli (2023)

## Riconoscimenti
- Los Angeles Film Awards
  - 2023 - Miglior ruolo sulla condizione della donna in un film a Giulia Provvedi per La California